# Яс-Надкун-Солнок
Яс-Надкун-Солнок (на унгарски: Jász-Nagykun-Szolnok) е една от 19-те области (или комитати, megye) в Унгария. Разположена е в централната част на страната. Административен център на област Яс-Надкун-Солнок е град Солнок.